# Saint-Yan
Saint-Yan è un comune francese di 1 163 abitanti situato nel dipartimento della Saona e Loira nella regione della Borgogna-Franca Contea.

## Società

### Evoluzione demografica
Abitanti censiti